# Мульзум
Мульзум (нем. Mulsum н.-нем. Mulsen) — населённый пункт в Германии, земля Нижняя Саксония, район Куксхафен, коммуна Вурстер-Нордзекюсте. До 2015 года был самостоятельной общиной в составе союза общин Ланд-Вурстен.
Население составляет 543 человек (на 2017 год). Занимает площадь 8,43 км². Расположен в историческом регионе Вурстен.
Населённый пункт подразделяется на 3 микрорайона.

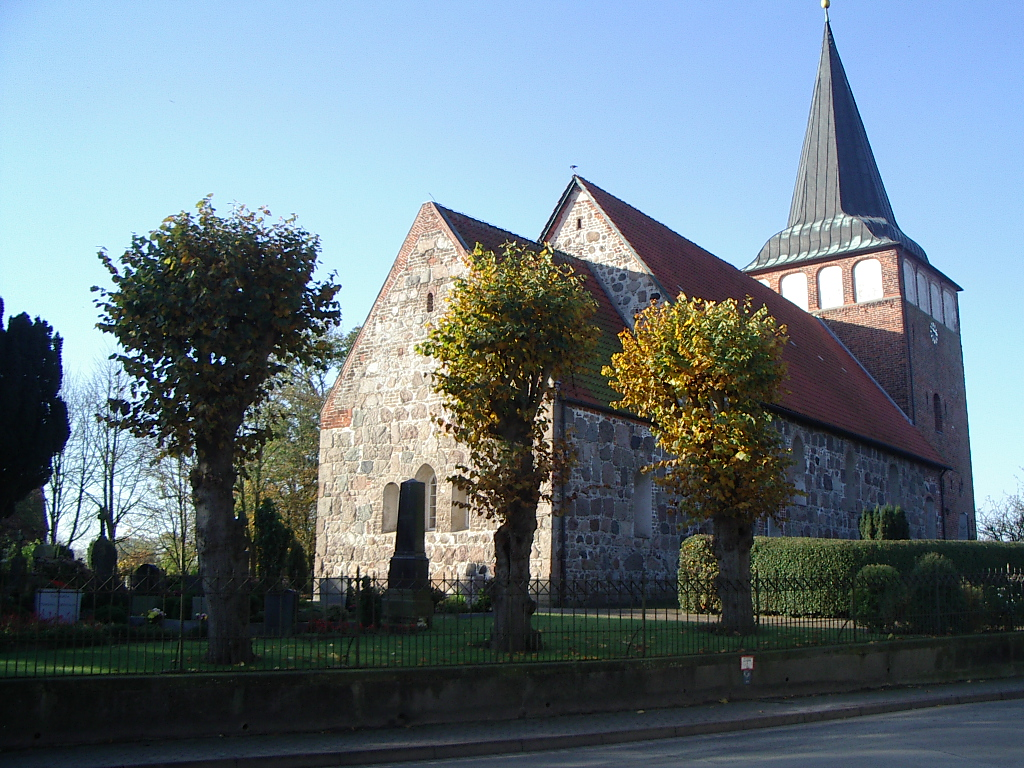
Церковь